# 44-й Нью-Йоркский пехотный полк
44-й Нью-Йоркский пехотный полк (44th New York Volunteer Infantry Regiment, так же Ellsworth Avengers) — представлял собой один из пехотных полков армии Союза во время Гражданской войны в США. Полк прошёл почти все сражения Гражданской войны от осады Йорктауна до осады Петерсберга и стал известен участием в обороне высоты Литл-Раунд-Топ во время сражения при Геттисберге.

## Формирование
Осенью 1861 года штат Нью-Йорк принял решение создать мемориальный полк в память Элмера Эллсврорта, (командира 11-го Нью-Йоркского полка) убитого в Александрии. В полк набирали неженатых мужчин возрастом от 18 до 30 лет и ростом минимум 5 футом и восемь дюймов. Рядовых набирали по всему штату, примерно по одному человеку от каждого города. Многие офицеры были взяты из бывшего 11-го Нью-Йоркского, например, капитан Люциус Лараби. Полк получил неформальное название Ellsworth Avengers.
Полк был сформирован в Олбани, штат Нью-Йорк, и принят на службу в федеральную армию 30 августа 1861 года сроком на три года. Его первым командиром стал полковник Стивен Страйкер (до 29 июля - капитан 11-го Нью-Йоркского.), подполковником — Джеймс Райс, и майором — Джеймс МакНоун.

## Боевой путь

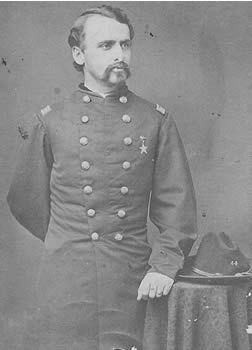
Майор Эдвард Нокс

21 октября 1861 года полк был отправлен в Вашингтон и включён в бригаду Дэниеля Баттерфилда. В марте 1862 года эта бригада была частью III корпуса Потомакской армии. В конце марта она была направлена на Вирджинский полуостров и участвовала в осаде Йорктауна, где 44-й полк потерял 1 человека убитыми и 2 ранеными. 18 мая бригада Баттерфилда стала частью V корпуса Потомакской армии. 27 мая полк был задействован в сражении при Хановер-Кортхауз, где 31 человек был убит и 55 ранено. В июне полк участвовал в сражениях Семидневной битвы, где в сражении при Гэинс-Милл потерял 16 человек убитыми, 4 офицеров и 27 рядовых ранеными, и 17 пропавшими без вести.
1 июля полк участвовал в сражении при Малверн-Хилл, где 21 рядовой был потерян убитыми, 2 офицера и 72 рядовых ранено, и 6 пропало без вести. 4 июля полковник Страйкер покинул армию, и подполковник Джеймс Райс был повышен в звании до полковника и возглавил полк. Майор Чэпин покинул полк и стал полковником 116-го Нью-Йоркского пехотного полка. Майором стал капитан Фриман Коннор. 14 июля Коннор стал подполковником, а майором стал капитан Эдвард Нокс.
В конце августа полк был отправлен в форт Монро и оттуда переправлен по морю в Александрию, откуда был направлен в северную Вирджинию и участвовал во Втором Сражении при Булл-Ран. 30 июня бригада Баттерфилда участвовала в атаке корпуса Портера. 44-й полк потерял 16 человек убитыми, 6 офицеров и 37 рядовых ранеными и 12 пропавшими без вести.
В сентябре полк участвовал в Мерилендской кампании, но не был задействован в сражении при Энтитеме. 19 сентября он участвовал в сражении при Шепардстауне, где потерял 2 рядовых убитыми.

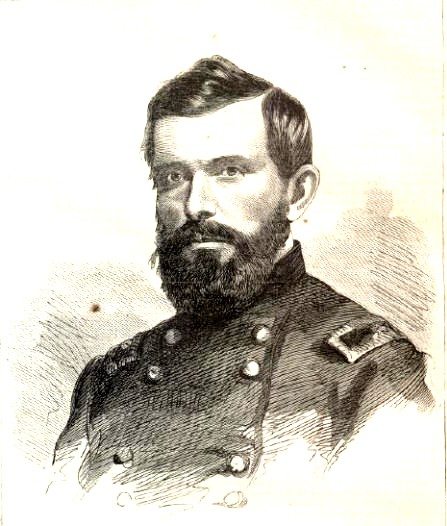
Полковник Джеймс Райс

В декабре 1862 года полк участвовал в сражении при Фредериксберге, в составе бригады полковника Стоктона (в дивизии Гриффина). В этом бою полк потерял 7 человек убитыми, 4 офицеров и 32 рядовых ранеными и 3 человек пропавшими без вести. Ранен был так же подполковник Коннор, который сдал командование майору Ноксу.
В январе полк участвовал в «Грязевом марше» Бернсайда. 3 апреля подполковник Коннор покинул полк из-за фредериксбергских ранений. 27 апреля началась Чанселорсвиллская кампания, в ходе которой V корпус практически не был задействован, поэтому 44-й Нью-Йоркский потерял 1 человека убитым и 3 ранеными.
12 мая подполковник Коннор был восстановлен в своём звании. 18 мая командир бригады (полковник Стоктон) был отправлен в Теннесси и на его место был назначен полковник 83-го Пенсильванского полка, Стронг Винсент.
24 мая был расформирован 14-й Нью-Йоркский пехотный полк из-за истечения срока службы. Те рядовые, что были записаны на три года службы, были переведены в 44-й Нью-Йоркский.
К началу Геттисбергской кампании полк насчитывал 460 человек. В июне полк участвовал в перестрелках у Элди и Аппервиля.
Бригада Винсента пришла на поле боя при Геттисберге первой из всех бригад V корпуса. Первым (по воспоминаниям Джошуа Чемберлена) шёл 20-й Мэнский полк, за ним 83-й Пенсильванский, 16-й Мичиганский и 44-й Нью-Йоркский полки. Командование направило их на высоту Литл-Раунд-Топ, куда полки пришли в той же последовательности. Мэнский полк занял левый фланг, остальные полки встали справа так, что 44-й оказался крайним справа. Полковник Райс сказал Винсенту, что во всех сражениях его полк стоял около 83-го, и тогда Винсент велел поставить на фланге 16-й Мичиганский полк. Таким образом, 83-й Пенсильванский и 44-й Нью-Йоркский оказались в центре его линии. При этом крайний 16-й Мэнский стоял выше всех по склону холма, в 83-й Пенсильванский ниже всех, а 44-й Нью-Йоркский должен был соединиться флангами с обоими этими полками и стоять отчасти поперёк склона.
На этой позиции полк был атакован алабамской бригадой Эвандера Лоу (при участии двух техасских полков) и потерял 106 человек: 2 офицеров и 24 рядовых убитыми и 5 офицеров и 75 рядовых ранеными. В ходе боя был убит Стронг Винсент, и полковник Райс принял командование бригадой, передав полк подполковнику Фриману Коннеру.